# Marc Klein
Marc Klein es un director y guionista de cine que dirigió la película de 2007 Suburban Girl, protagonizada por Sarah Michelle Gellar, y escribió el guion de Serendipity.